# Картографія Львова

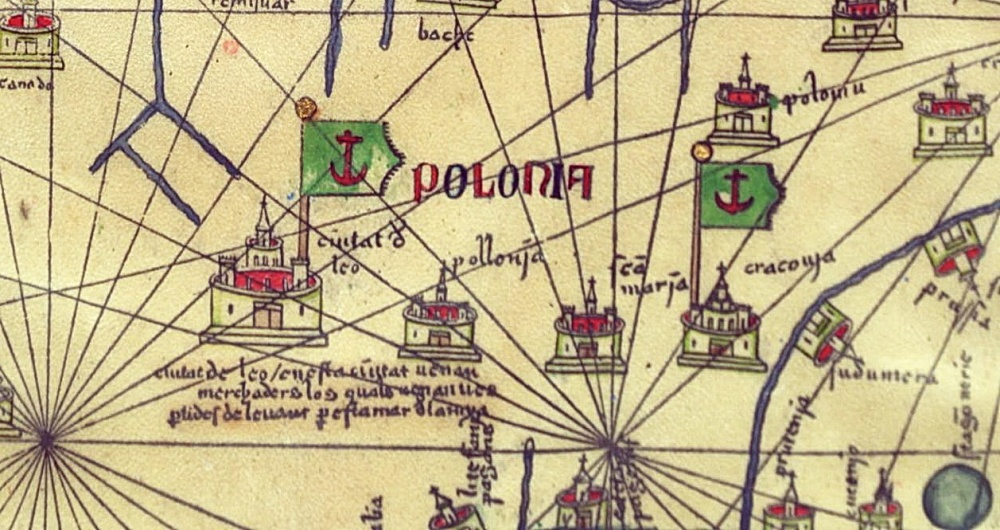
Львів на Каталанському атласі 1375 року

Картографія Львова — збірка різноманітних картографічних матеріалів та планів міста на яких детально зображено, або відмічено місто Львів з часів Середньовіччя до сучасності. Ці матеріали можна умовно поділити на позначення на портоланах і картах, плани міських фортифікацій та міської забудови, загальні плани прилеглих територій, кадастрові напрацювання тощо. Починаючи від першого зображення Львова на картах до середини XX століття налічується понад 500 різних варіацій зображень карт та планів пов'язаних зі Львовом. У статті розміщено карти, які органічно розвивали картографію міста. А також ті, які на думку дослідників найбільш значущі для розуміння розвитку картографічної думки у Львові.

## Історичний огляд
Перші згадки Львова на картах відносять до XIV століття. Так, на карті майорканський картограф Ангеліно Дульсерт 1335 року Львів позначено як Civita de Leo. Після того Львів з'являється на портолані братів Піццигані 1367 року, Каталанському атласі 1375 року. На портолані Габріеля де Вальсека 1439 року Львів зображений на території Полонії (Polonia). Вже на початку XVI століття польський картограф Бернар Ваповський та базельський космограф Себастьян Мюнстер зображують місто на височині межиріччя Сяну та Західного Бугу і відносять його до території Русі (Russia). Таке місцеположення Львова наслідували до XVII століття в своїх роботах Ґерард Меркатор, Абрагам Ортеліус, Йодокус Гондіус та інші.
З XVII по XVIII століття картографи та інженери частіше використовують запозичений формат дорожніх карт (ітенаріїв), на яких Львів зображений у горизонтальній проєкції на перетині головних шляхів. Що знайшло відображення в роботах військового-інженера картографа Гійома Левассера де Боплана та італійського інженера Джованні Антоніо Рицци Занноні.
Від XVII століття відомі перші наближені до картографічних зображень Львова матеріали схематичних планів цілого міста або окремих його ділянок. Відомо, що існували створені плани військових об'єктів — фортець, замкових та міських укріплень. Проте роботи та проєкти таких робіт італійського архітектора Бернардо Морандо 1589 року, Авреліо Пассароті 1607—1614 років, будівничних Павла Римлянина, Войтіха Капноса, Абмрозія Прихильного 1614 року, геометра Вільгельма Апельмана 1615 року, інженера Якуба Боні 1647 року — не збереглись.
Найдавніші зображення фортифікацій що збереглися є проєкт інженера Фридерика Ґетканта 1635 року, план французького інженера Деро, «План міста Леополя або Лємберґа» (нім. «Plan von der Stadt Leopold oder Lemberg») та інших. Починаючи з рішення Королівської комісії від 19 червня 1766 року розпочинається формування картографічних планів адміністративного призначення. Перший з них належить королівському присяжному геометру Ігнацію дю Дефіє 1766 року.
Після переходу Галичини 1772 року до складу Австрійської імперії — Львів стає адміністративним центром Королівства Галичини та Володимирії. Після зміни статусу міста починають розробляти урбаністичний підхід щодо розбудови та розвитку міста. Територія Львова тричі підпадає під тріангуляційне знімання території німецькою адміністрацією. У цей час Військовий-географічний інститут у Відні розроблює та впроваджує методики знімання рельєфу. На основі уточненого знімання було створено «План міста Львова з передмістями» (нім. «Plan der Stadt Lemberg sammt ihren Vorstädten») 1829 року. Надалі відбувається розвиток картографічних джерел австрійською школою картографів з XIX до початку XX століття, рівень та методи котрих на початок XX століття відносять до найліпших у Європі.
На початку 1920-х років польські інженери використовували напрацювання австрійських інженерів та картографів. Лише 1931 року Військово-географічний інститут у Варшаві встановив нові державні тріангуляційні та нівелірні мережі. 1936 року інженер та присяжний мірничий Едмунд Вільпапір перевів на карту міста результат аерофотознімання. Ця карта стала основою для створення «Генерального плану Львова» радянською владою після включення Львова до складу УРСР. На підставах карти Вільпапіра 1941 року вже німецькі військові геодезичні служби додали виправлення в зображеннях рельєфу, позначили нові тріангуляційні пункти. За період німецької окупації було створено декілька планів міста. Після 1944 року радянська влада повертається до напрацювань власного Генерального плану. У післявоєнні часи топографічні матеріали Львова потрапили під військову цензуру СРСР, для вільного доступу і вжитку дозволялись лише у спотвореному вигляді.
Подальший розвиток картографічних робіт у Львові став можливим з набуттям Україною незалежності 1991 року. Цей процес характеризується цифровізацією, інституційним підходом та меншим впливом інженерів до вирахування точності даних й характеристик карт. Підсумковим здобутком дослідження картографії Львова став перший том «Атласу українських історичних міст» 2014 року. Він був підготовлений Інститутом археографії та джерелознавства ім. М. С. Грушевського, Науково-дослідним центром «Рятівна археологічна служба» Інституту археології та іншими установами Національної академії наук України відповідно до стандартів публікації та опрацювань серії атласів історичних міст під егідою Міжнародної комісії з історії міст.

## Значущі карти Львова

### Значущі карти початку XVII—XVIII століть
| Дата     | Назва | Автор                                    | Опис                                                          | Зображення |
| -------- | --- | ---------------------------------------- | ------------------------------------------------------------- | ---------- |
| 1635     | лат. Situs Leopoliensis. Per Fridericum Getkant recognitus. A 1635. Septemb / укр. Розміщення Львова, здійснене Фридериком Ґеткантом. Року 1635, у вересні | Фридерик Ґеткант                         | Гравюра. Склографія. Одноколірна. 44x63 см                    |            |
| бл. 1704 | нім. Plan von der Stadt Leopold oder Lemberg / укр. План міста Леопольда чи Львова | невідомий                                | Рукопис. Малюнок. Туш. Багатоколірний. 17x29,5 см.            |            |
| 1766     | фр. Plan de la Ville des Chateaux et des Faubourges de Leopol. Pour servir á la construction des Chemins, et a la reparation de l'ancien pavés. Levé par Decret de la Commission Royalle, etablie á cet effet. Par moi Jean Ignace du Desfilles Geométre Jure du Roy et de la Republique de Pologne. L'année: 1766 / укр. План міста, палаців та передмість Львова, створений для будівництва доріг та ремонту старої бруківки. Створений за королівським декретом королівським геометром Жаном Іґнацієм дю Дефійє. Року 1766 | Жан Іґнацій дю Дефійє                    | Рукопис. Малюнок. Акварель. Вісім аркушів, кожний 52,5x82 см. |            |
| 1772     | нім. Umgebung Plan von Lemberg / укр. План Львова з околицями | Рудольф Отто Путтм                       | Гравюра. Склографія. Одноколірна. 38x53см.                    |            |
| 1777     | нім. Hauptstadt Lemberg / укр. Головне місто Львів | Йозеф Данієль де Губер                   | Рукопис. Малюнок. Туш, гуаш. 87x139 см.                       |            |
| 1780     | нім. Plan von Lemberg 1780 / укр. План Львова 1780 | Франц де Ертель, Антон фон Пінтерсгоффен | Рукопис. Малюнок. Туш, гуаш. 61x83,5 см.                      |            |

### Значущі карти XIX — початку XX століть
| Дата     | Назва | Автор | Опис                                                                   | Зображення |
| -------- | --- | --- | ---------------------------------------------------------------------- | ---------- |
| бл. 1802 | нім. Plan der Stadt Lemberg samt ihren Vorstädten / укр. План міста Львова з його передмістями | невідомий | Рукопис. Малюнок. Туш. Багатоколірний. 111x97 см.                      |            |
| бл. 1828 | нім. Plan der Stadt Lemberg mit ihren Vorstädten und äußersten Gränzen / укр. План міста Львова з його передмістями та зовнішніми межами | Йозеф Бляйм, Франц Майхрович, Фран Лянґ, Йоганн Ґалінський                                                         | Літографія. Багатоколірна. 142x133 см.                                 |            |
| 1829     | нім. Plan der Stadt Lemberg samt ihren Vorstädten / укр. План міста Львова з його передмістями | невідомий | Літографія. Багатоколірна. 61x80 см.                                   |            |
| 1836     | нім. Lemberg mit seinen Umgebungen nach der Original Aufname des k. k. General-Quartiermeisters-Stabes auf Stein graviert im Jahre 1836 / укр. Львів з його околицями на основі оригінального топографічного знімання ц.-к. генерального квартирмейстерського штабу, вигравіювано на камені в 1836 році                                                        | невідомий | Літографія. Багатоколірна. 84,5x63 см.                                 |            |
| 1844     | нім. Lemberg mit seinen Vorstadten im Jahre 1844 / укр. Львів з його передмістями в 1844 році | Радоніх Кратохвиль                                                                                                 | Літографія. Багатоколірна. 72,5x78 см.                                 |            |
| 1849     | нім. Haupstadt Lemberg sammt den Vorstädten (1849) / укр. Головне місто Львів разом з його передмістями (1849) | Майсслер, Генрих Руттер, Йозеф Браунер, Йоганн Вольманн, Франц Еллінґер, Венцель Ялер                              | Рукопис. Малюнок. Туш, гуаш. Кольоровий. 65 аркушів, кожний 58x70 см.  |            |
| 1855     | нім. Plan von Lemberg [Administrativ-Karte von den Königreichen Galizien und Lodomirien mit dem Großherzogthume Krakau und den Herzogthümern Auschwitz, Zator und Bukowina in 60 Blättern (1855)] / укр. План Львова (з атласу: Адміністративна карта Галичини та Володимирії з Великим герцогством Краків та герцогствами Освєнцім, Затор, та Буковина (1855) | Карл Куммерер Ріттер фон Куммерсберґ                                                                               | Гравюра. Цинкографія. Одноколірна. 34x49,5 см.                         |            |
| 1871     | пол. Plan kr. stoł. miasta Lwowa z uzwględnieniem nowych nazw ulic i placów / укр. План королівського столичного міста Львова з врахуванням нових назв вулиць та площ | невідомий | Літографія. Багатоколірна. 52,5x73,5 см.                               |            |
| 1894     | пол. Plan król. stoł. miasta Lwowa / укр. План королівського столичного міста Львова | Юзеф Хованець | Літографія. Багатоколірна. 48x68 см.                                   | 1          |
| 1905     | Плян Львова | невідомий | Літографія. Багатоколірна. 38x51 см.                                   |            |
| 1917     | пол. Mapa król. stoł. miasta Lwowa wykonana w oddz. pomiar.-regulacyjnego mejskiego departamentu technicznego. Lwów w Maju 1917 / укр. Карта столичного міста Львова у мірнично-регуляційному відділі міського технічного департаменту. Львів, травень 1917 рік                                                                                                | Іґнацій Дрекслер, Тадеуш Толвінський; Мірнично-впорядкувальний відділ технічного департаменту магістрату м. Львова | Літографія. Одноколірна з рукописними кольоровими лініями. 105x125 см. |            |

### Значущі карти XX століття
| Дата     | Назва | Автор                                                                                           | Опис                                                                              | Зображення |
| -------- | --- | ----------------------------------------------------------------------------------------------- | --------------------------------------------------------------------------------- | ---------- |
| бл. 1920 | пол. Wielki plan Lwowa z przedmieściami i najblizsą okolica miasta / укр. Великий план Львова з передмістями та найближчою околицею міста | невідомий                                                                                       | Літографія. Багатоколірна. 56x84 см.                                              |            |
| 1938     | пол. Horbaya Plan orientacyjny Wielkiego Lwowa / укр. Орієнтаційний план Великого Львова Горбая                                           | Василь Горбай                                                                                   | Літографія. Багатоколірна. 50x70 см.                                              |            |
| 1939     | Плян міста Львова | невідомий; видавництво КООП «Комерція» як додаток до «Українського провідника по Львові» (1939) | Літографія. Багатоколірна. 51x56 см.                                              |            |
| 1944     | нім. Lemberg / укр. Львів | невідомий; Hertelung u Druck: Kr-Kart.-u.-Verm.-Amt Lemberg, II. 1944                           | Літографія. Багатоколірна. 78x82 см.                                              |            |
| 1947     | рос. План г. Львов. Второе издание / укр. План м. Львів. Друге видання                                                                    | невідомий                                                                                       | Офсет. Багатоколірний. 88,5x107 см.                                               |            |
| 1957     | рос. Львов. Рекогносцировка 1957 (13-1-1969 г., 13-VIII-70 г.) / укр. Львів. Рекогностування 1957 (13-1-1969 г., 13-VIII-70 г.).          | видано «Головним управлінням геодезії та картографії при Раді Міністрів СРСР»                   | Офсет. Багатоколірний. Два аркуші Х-42-43-Г-г; Х-42-44-В-в, в розмірі 44x73,5 см. |            |

### Сучасні карти XXI століття
| Дата | Назва                        | Автор | Опис | Зображення |
| ---- | ---------------------------- | --- | --- | ---------- |
| 2010 | Генеральний план міста Львів | Авторський колектив ДП «Містопроект»                                                                                               | Додатки до ухвали № 3924 від 30.09.2010 року Львівської міської ради «Корегування генерального плану м.Львова“ II-стадія. Генеральний план» |            |
| 2013 | Львів. Центр міста. 2013 р.  | відредаговано В. В. Радченко, О. Ю. Король, Л. В. Марченко, видано Державним науково-виробничим підприємством «Картографія» (Київ) | Офсет. Багатоколірний. 69x58 см. |            |